# Де ля Рю (лунный кратер)
Кратер Де ля Рю (лат. De La Rue) — останки громадного древнего ударного кратера в северном полушарии видимой стороны Луны. Название присвоено в честь британского астронома и химика, одного из пионеров астрофотографии, Уоррена де ля Рю (1815—1889) и утверждено Международным астрономическим союзом в 1935 г. Образование кратера относится к донектарскому периоду.

## Описание кратера

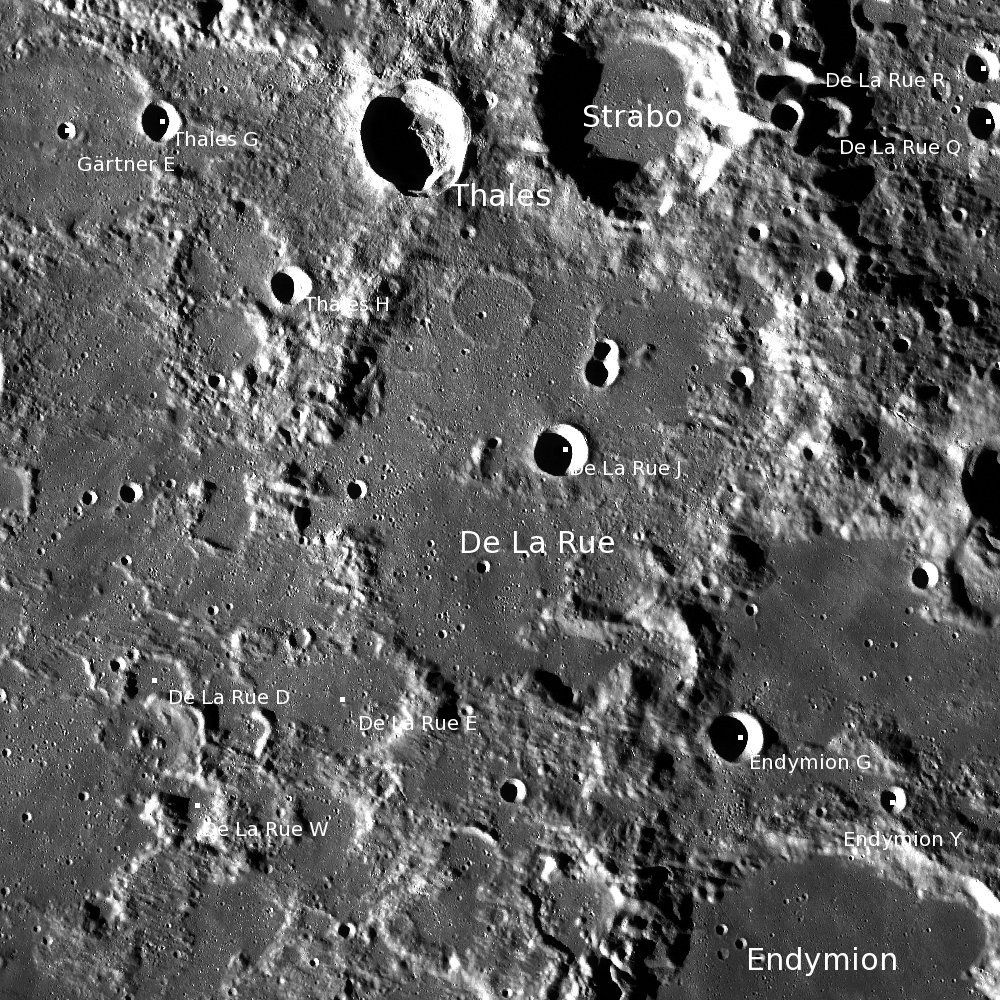
Окрестности кратера Де ля Рю. Снимок Lunar Reconnaissance Orbiter.

Ближайшими соседями кратера являются кратер Гертнер на западе-северо-западе; кратеры Фалес и Страбон, примыкающие к северной части кратера Де ля Рю; огромный кратер Эндимион на юге-юго-востоке и кратер Келдыш на юго-западе. На западе от кратера находится Море Холода. Селенографические координаты центра кратера 59°01′ с. ш. 52°50′ в. д. / 59,02° с. ш. 52,84° в. д., диаметр 135,2 км, глубина 2,61 км.
За длительное время своего существования кратер практически полностью разрушен и заметен только при низких лучах Солнца, возможно что это не единый кратер, а формация из нескольких древних кратеров имеющая форму груши. Вал кратера представляет собой отдельные сохранившиеся холмы и хребты. Северная часть вала сглажена, юго-восточная часть представляет собой сравнительно прямую стену врезающуюся в кратер. высота остатков вала над окружающей местностью достигает 1670 м, объем кратера составляет приблизительно 19500 км³. Дно чаши кратера ровное, затопленное лавой. В северной части чаши кратера можно различить останки двух древних кратеров, валы которых едва выступают над поверхностью дна чаши кратера Де ля Рю. В центре чаши располагается сателлитный кратер Де ля Рю J (см. ниже) циркулярной чашеобразной формы, к западу от центра чаши расположен небольшой хребет. Юго-восточная часть чаши пересеченная, в ней можно различить останки пяти крупных кратеров. В северо-восточной части чаши находится приметная соединенная пара из двух небольших кратеров.

## Сателлитные кратеры

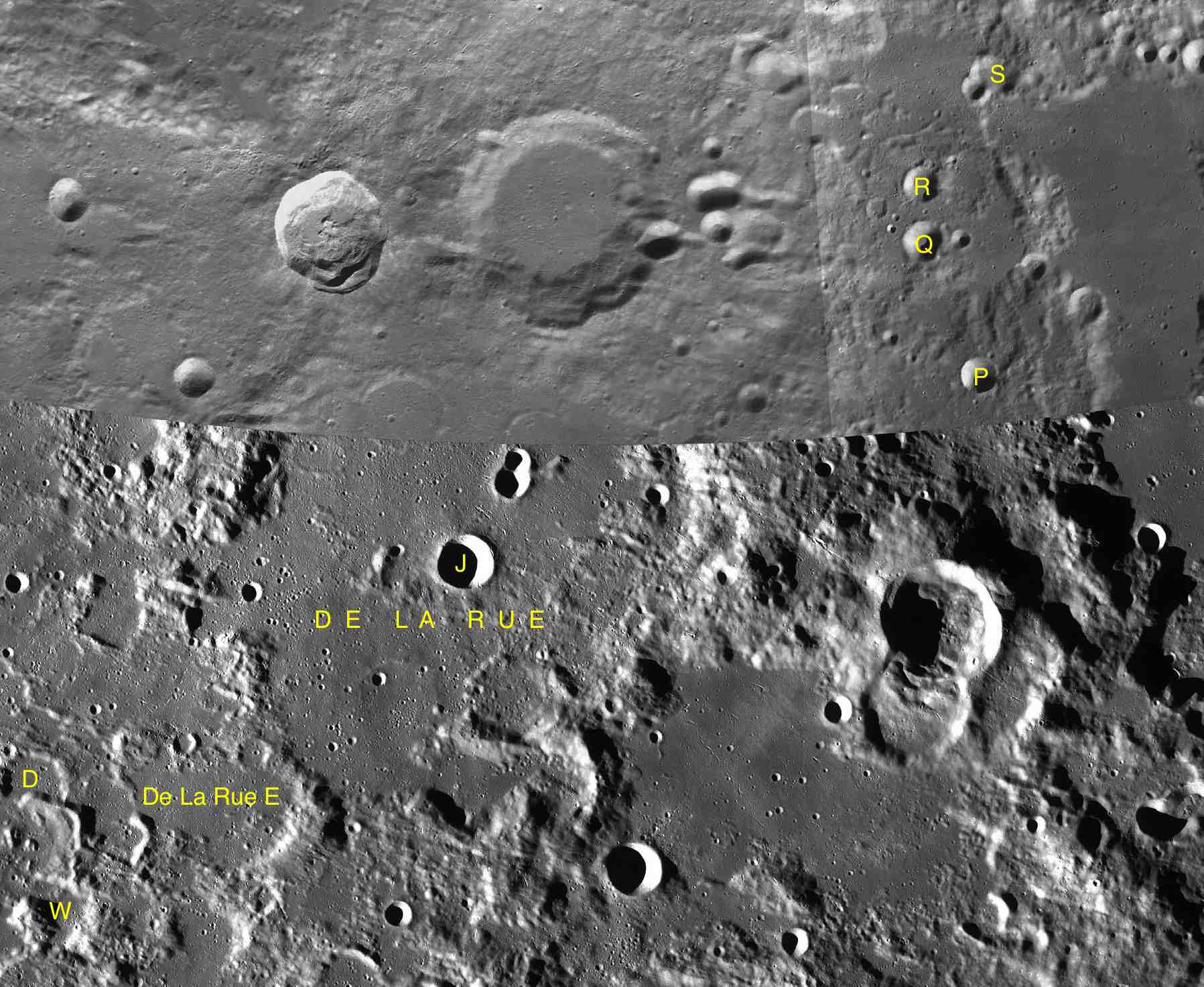
Фрагмент карты LAC-14.

| Де ля Рю | Координаты                                            | Диаметр, км |
| -------- | ----------------------------------------------------- | ----------- |
| D        | 56°49′ с. ш. 46°20′ в. д. / 56,81° с. ш. 46,34° в. д. | 17,6        |
| E        | 56°51′ с. ш. 49°49′ в. д. / 56,85° с. ш. 49,82° в. д. | 31,9        |
| J        | 58°59′ с. ш. 52°53′ в. д. / 58,99° с. ш. 52,88° в. д. | 14,1        |
| P        | 60°26′ с. ш. 61°35′ в. д. / 60,43° с. ш. 61,58° в. д. | 9,0         |
| Q        | 61°36′ с. ш. 60°52′ в. д. / 61,6° с. ш. 60,86° в. д.  | 10,4        |
| R        | 62°05′ с. ш. 60°55′ в. д. / 62,09° с. ш. 60,91° в. д. | 9,6         |
| S        | 62°56′ с. ш. 62°29′ в. д. / 62,94° с. ш. 62,48° в. д. | 13,3        |
| W        | 55°47′ с. ш. 47°05′ в. д. / 55,78° с. ш. 47,08° в. д. | 17,0        |